# К-9000
К-9000 «Кировец» — модель российского колёсного трактора шестого поколения, относящихся к семейству «Кировец», общего назначения повышенной проходимости, тяговый класс 9.

## Назначение

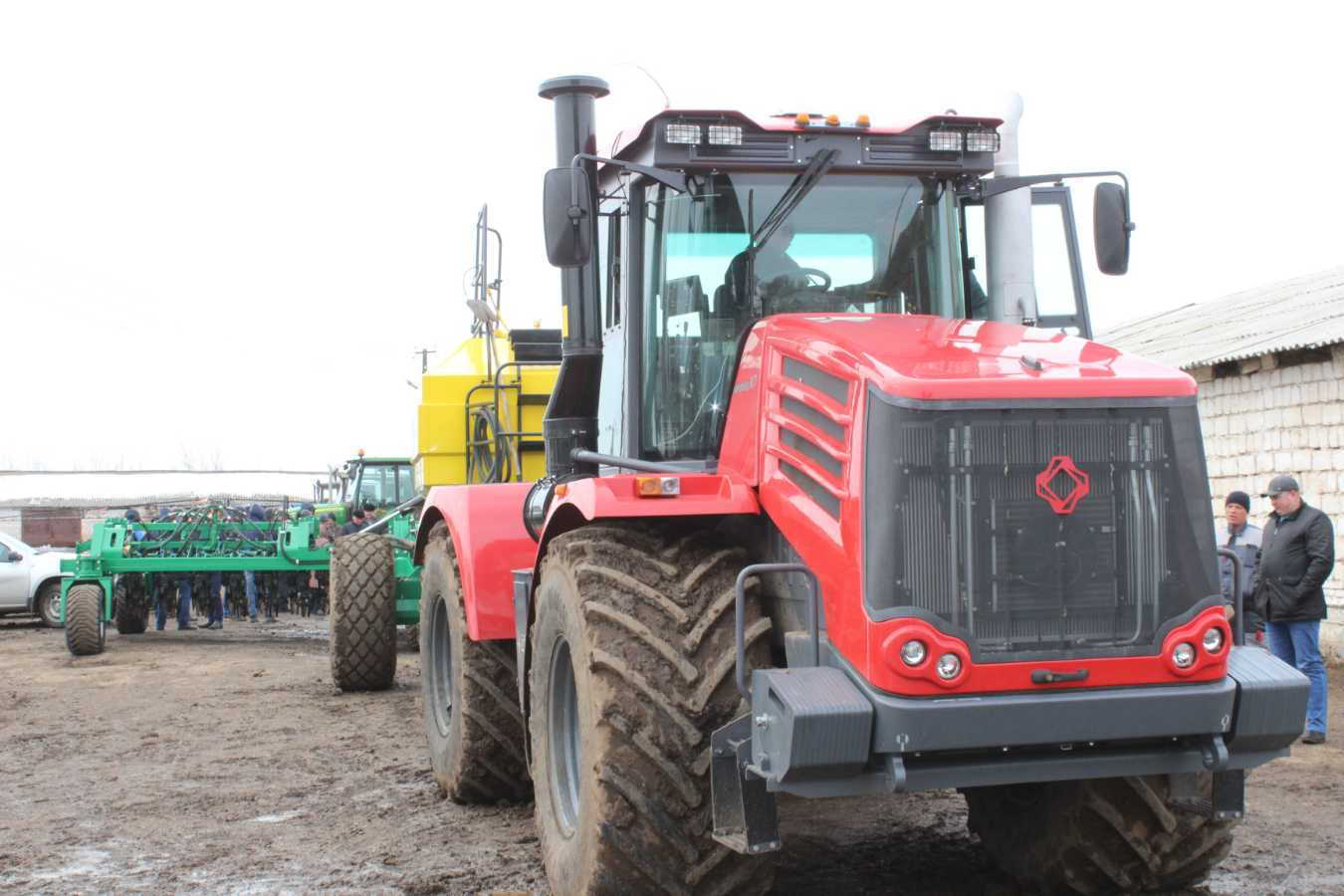
К-9000. Башкортостан, апрель 2021 года

К-9000 — трактор сельскохозяйственного назначения; может использоваться при: 
- вспашке плугами: 
  - оборотными и
  - загонными,
- глубоком рыхлении,
- лущении,
- культивации,
- бороновании,
- посеве:
  - пневматическими системами и
  - механическими сеялками,
- внесении удобрений,
- обработке почвы.

«Кировец-9000» может применяться при следующих работах:
- планировочных,
- землеройных и
- транспортных работах,
- при трамбовке,
- мелиорации и
- снегозадержании.

Использование трактора — круглогодичное.

## Модификации
На 2017 год существуют 5 версий выпускаемого трактора.
Каждая из моделей содержит в названии аббревиатуру «К», оставшуюся от слова «Кировец» и 4 цифры. Первая означает тяговый класс модификации («9» обычно свидетельствует о наличии шарнирно-сочлененной рамы и полного привода). Оставшиеся три цифры соответствуют мощности.
- Базовая версия модели — К-9000.
- К-9360 — модель с 354-сильным мотором,
- К-9400 — версия с 401-сильным мотором производства Mercedes-Benz.
- К-9450 — версия с агрегатом мощностью 455 лошадиных сил.
- К-9520 — версия наиболее мощного трактора серии с 516-сильным мотором.

У всех моделей линейки используются 12- или 12,8-литровые моторы Daimler AG.
Производство «Кировца-9000» осуществляется на Петербургском тракторном заводе.

## Технические характеристики
Привод: четыре на четыре (4x4).
- Габариты:
  - ширина – 2875 мм,
  - длина  – 7350 мм,
  - высота – 3720 мм.
- мотор:
  - Mercedes-Benz OM 457 LA:
    - мощность — 354 лошадиные силы
    - максимальный крутящий момент при 1800 об/мин.
- Удельный расход топлива — 150 (205) г/л. с. в час (г/кВт в час),
- объем топливного бака — 1030 литров.

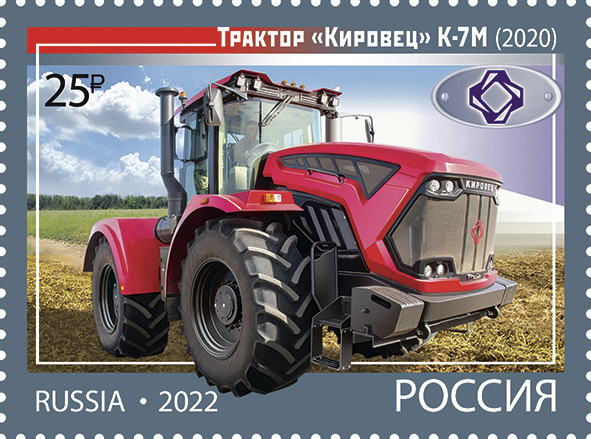
Почтовая марка

- Диапазон скоростей:
  - от 3,6 км/час
  - до 30 км/час.

### Устройство
- В шарнирно-сочленённой раме были произведены изменения, по сравнению с предыдущими моделями, вследствие чего она получила двойной запас прочности. 
  - также, увеличилась прочность ведущих мостов.
- большие шины положительно влияют на проходимость. 
  - также, предусмотрена возможность их сдваивания.
- В ведущих мостах модели — усиленные шестерни (с увеличенным классом точности, — что уменьшает зазоры и люфты; как следствие, снижается паразитное трение и => повышается надёжность.
- Модернизирована коробка передач. 
  - На наиболее мощные варианты трактора, для обеспечения беспроблемной эксплуатации, устанавается гидромеханическая коробка передач Twin Disc.
- Трансмиссия К-9000 включает 8 задних и 16 передних передач (вариант: 2 задних и 12 передних).
- У кабины резко улучшено соответствие последним стандартам безопасности. 
  - Есть:
    - видеокамера обзора орудия,
    - зеркала заднего вида,
    - значительная площадь остекления для обеспечения обзорности,
    - кондиционер.

  - Из дополнительного оборудования производителем могут быть установлены:
    - GPS-навигатор,
    - климат-контроль.

Благодаря навесному оборудованию и улучшенной гидравлической системе К-9000 получил возможность работать с различными сельскохозяйственными агрегатами. Аксиально-поршневой насос трактора функционирует с производительностью 190 л/мин. В «минималке» модель поставляется с 5 парами выводов гидросистемы. Устройство категории 4N трактора оснащено механизмом быстрого сцепления.
- «Кировец-9000» взаимодействует, практически без ограничений, с любыми сельскохозяйственными орудиями:
  - перегрузчиками зерна,
  - плугами:
    - чизельными и
    - загонными;

  - боронами,
  - сеялками,
  - посевными комплексами.

### Аналоги
Российских — не существует. Модели ХТЗ несколько могут выполнять схожие функции, но уступают по мощности.

## Цена
От 6,5 до 9 миллионов рублей.